# Chlorendinezuur
Chlorendinezuur is een gechloreerd gebrugd dicarbonzuur met als brutoformule C9H4Cl6O4. Het wordt op commerciële schaal gebruikt om vlambestendige polyesterharsen te bereiden.

## Synthese
De grondstoffen voor de industriële productie van chlorendinezuur en het anhydride (chlorendinezuuranhydride) ervan, zijn hexachloorcyclopentadieen en maleïnezuuranhydride. Door een diels-alderreactie vormen deze de anhydridevorm van chlorendinezuur. Die wordt in een geconcentreerde waterige oplossing van azijnzuur gehydrolyseerd tot chlorendinezuur. Na zuivering wordt de geconcentreerde oplossing verdund, zodat het monohydraat van chlorendinezuur uitkristalliseert. Die kristallen worden in een roterende oven met hete lucht verhit om watervrij chlorendinezuur te bekomen.

## Toepassingen
Chlorendinezuur en het anhydride worden gebruikt voor de synthese van vlamvertragende polyesterharsen en van alkydharsen die met een di-isocyanaat vlambestendige polyurethaanschuimen kunnen vormen.
Wol kan vlamwerend gemaakt worden door het met een waterige oplossing van chlorendinezuur te behandelen. Polyamidevezels kunnen op analoge wijze vlamwerend gemaakt worden door de vezels te trekken in een bad met een waterige oplossing van chlorendinezuur.
Di-esters van chlorendinezuur worden gebruikt in zogenaamde extreme pressure lubricants, dit zijn minerale smeeroliën die de overtollige warmte afvoeren en de wrijving verminderen bij het snijden van metaal.